# Camptocrossa selenotypa
Camptocrossa selenotypa är en fjärilsart som beskrevs av Turner 1944. Camptocrossa selenotypa ingår i släktet Camptocrossa och familjen nattflyn. Inga underarter finns listade i Catalogue of Life.